# مالیات درآمدهای منابع طبیعی
مالیات درآمدهای منابع طبیعی مالیات مجزا/جدایش یا مالیات مشمول تولیدات ناخالص مالیاتی است که مشمول درآمدهای حاصل از استخراج منابع طبیعی در یک حوزه مالیاتی خاص می‌باشد. رایج‌ترین منابع طبیعی که این نوع مالیات برای آنها اعمال می‌شود عبارت اند از: نفت، گاز طبیعی، زغال سنگ، اروانیوم، و الوار. بیشتر درآمدهای حاصل از منابع طبیعی که مشمول بر این مالیات می‌شوند شخصی (خصوصی) است، بدین معنی که منبع مربوطه یا در زمین‌هایی قرار دارد که توسط اشخاص حقیقی (مالک خصوصی) اداره می‌شوند یا دارایی مستقیم شخص محسوب می‌شوند (صاحبان چاه‌های نفتی یا دیگر مواد زیرزمینی.). در صورت عدم وجود یک مالک خصوصی (تحت مالکیت عمومی به عنوان مثال کشورهای مشترک المنافع و اتحادیه اروپا) مالیات به صورت بهره مالکانه به دولت یا مالک پرداخته می‌شود. در خصوص صنعت جنگلداری مالیات فوق در قالب جریمه قطع اشجار پرداخته می‌شود.
این نوع مالیات عمدتاً در کشورهای تولیدکننده نفت از جمله ایالات متحده آمریکا به کار گرفته می‌شود.

## نفت و گاز طبیعی
مالیات درآمدهای حاصل از منابع نفتی و گاز طبیعی معمولاً در سطح استانی یا ایالاتی اجرا می‌گردند. رایج‌ترین رویکرد جهت تخمین میزان قابل پرداخت برای مالیات بر اساس ارزش و حجم تولیدی منبع در نظر گرفته می‌شود که در خصوص نفت، گاز طبیعی و رسوبات و دیگر مشتقات نفتی نیز اعمال می‌شود، گرچه در مواقع فوق استفاده از دیگر روش‌های تخمین مالیات نیز رایج است. به عنوان مثال ممکن است برای یک نوع چاه نفتی خاص (از جمله چاه‌های کم بهره، افقی، درجه سه و عمیق) هیچ نوع مالیاتی در نظر گرفته نشود.

## مشوق‌ها
مشوق‌های موجود برای مالیات درآمدهای منابع طبیعی عمدتاً در قالب اعتبارات یا نرخ‌های مالیاتی پایین به منظور تشویق تولید و گسترش استخراج نفت و گاز ارائه می‌شوند.

## موقوفات و کمک‌های مالی
تا کنون مبالع زیادی، خصوصاً در ایالات متحده آمریکا، جهت اعطای مالی به مالیات دهندگان درآمدهای منابع طبیعی وقف شده‌است که از ۸۰۰ میلیون دلار در ایالات مونتانا تا ۳۷ میلیارد دلار در ایالت آلاسکا متغیر است. از دیدگاه نظری، درآمدهای حاصل از این نوع موقوفات حتی پس از تمام شدن فرایند استخراج از منبع نیز ادامه دارند.

## موضوعات پیشنهادی
- مالیات بر مصرف منابع طبیعی
- تاریخ قانونگذاری مالیات بر قطعنامه در کالیفرنیا
- کنده